# Hypnum amabile
Hypnum amabile es una especie de briofita de la familia Hypnaceae, que se encuentra desde México, hasta Bolivia y Brasil, en el bosque montano, entre 2300 y 3800 m de altitud.

## Descripción
Musgo terrestre, postrado, de 10 a 15 cm de largo por 1 a 3 mm de ancho, cubre amplias extensiones de terreno formando manojos grandes. Presenta un tallo con ramificaciones iregularmente pinnadas. Hojas falcado fecundas, ovado-subuladas, ápices largo acuminados; células alares ovadas infladas y paredes delgadas; cápsulas cilíndricas inclinadas hasta horizontales y peristoma hypnoide bien desarrollado.